# Elena Navaz
Elena Navaz Pérez (21 de septiembre de 1960) es una deportista española que compitió en taekwondo.
Ganó una medalla de bronce en el Campeonato Mundial de Taekwondo de 1987, y dos medallas de plata en el Campeonato Europeo de Taekwondo, en los años 1984 1988.

## Palmarés internacional
| Campeonato Mundial | Campeonato Mundial | Campeonato Mundial | Campeonato Mundial |
| Año                | Lugar              | Medalla            | Categoría          |
| ------------------ | ------------------ | ------------------ | ------------------ |
| 1987               | Barcelona (España) | Medalla de bronce  | –60 kg             |
| Campeonato Europeo |                    |                    |                    |
| Año                | Lugar              | Medalla            | Categoría          |
| 1984               | Stuttgart (RFA)    | Medalla de plata   | –68 kg             |
| 1988               | Ankara (Turquía)   | Medalla de plata   | –70 kg             |